# 2,4-Diméthylpentane
Le 2,4-diméthylpentane est un hydrocarbure saturé de la famille des alcanes de formule C7H16. Il est un des neuf isomères de l'heptane.